# Dan Ghiocel
Dan Ghiocel (n. 11 aprilie 1922, Giurgiu, Vlașca, România – d. 2006)]) este un inginer constructor român, specializat în studii seismice.

## Biografie
Dan Ghiocei născut la 11apriilie 1922 la Giurgiu, județul Giurgiu,n România})]. A urmat cursurile Facultății de Construcții din
institutul Politehnic (actualmente   Universitatea Politehnică București), de unde a obținut diploma de inginer în 1946.În 1973 a obținut titlul de doctor inginer cu teza "Contribuții privind standardizarea pe bază probabilistică a calculului siguranței construcțiilor" susținută la Universitatea Tehnică de Construcții din București.	
Dan Ghocel a început să lucreze la Institutul de  de Proiectări Cai Ferate din București. deținând diferite funcții, de la inginer proiectant pana la inginer specialist.  A fost apoi inginer [principal al Institutului de Proiectări Carpați. In activitatea de proiectare, adus soluții noi  la: castele de apa cu infrastructura tubulara in statii si depouri CFR,  la arcelr\e prefabricate de  deschidere ,măre la Atelierele CFR  Galați , la plăcile cilindrice curbe subțiri de la turnătoria Grivița, la hiperboloizii parabolici intersectați care acopereau gara Constanța. A contribuit la proiectarea cupolei metalice a Pavilionului Expoziției Naționale de la București recalcularea liniilor de influenta ale eforturilor in barele grinzilor principale ale podului peste Dunare Anghel Saligny.
Dan Ghocel și-a început activitatea didactică în 1949, la nstitutul de Cai Ferate Bucurest (actualmente Facultatea de Căi Ferate, Drumuri și Poduri a Universității Tehnice de Construcții | Institutul de Construcții Civile. In anul 1968 a devenit profesor si seful Catedrei de constructii in transporturi si decan al Facultatii de Constructii Feroviare, Drumuri si Geodezie din Institutul de Constructii Bucuresti.  Din 1973, a predat siguranța construcțiilor, până în 1992, când s-a pensionat
În domeniul învățământului, a deținut și funcții administrative: prodecan (1967-1968) și decan (1968-1972) al Facultății de Căi Ferate, Drumuri și Poduri, prorector (1972-1976) și rector al [[Universitatea Tehnică de Construcții | Institutul de Construcții (1976-1981).
Dan Ghocel este membru fondator al Academia de Științe Tehnice din România  ·  · 

## Références
1. ↑   „In memoriam prof. dr. ing. Dan Ghiocel - Univers Ingineresc, Nr 21, 1=15 nov.2006”.
2. ↑   „magiu memoriei  prof Dan Ghiocel - Univers Ingineresc, Nr 21, 1=15 nov.2006”.
3. ↑   „Academia de Stiinte Tehnice din România”.